# 斯柳江卡

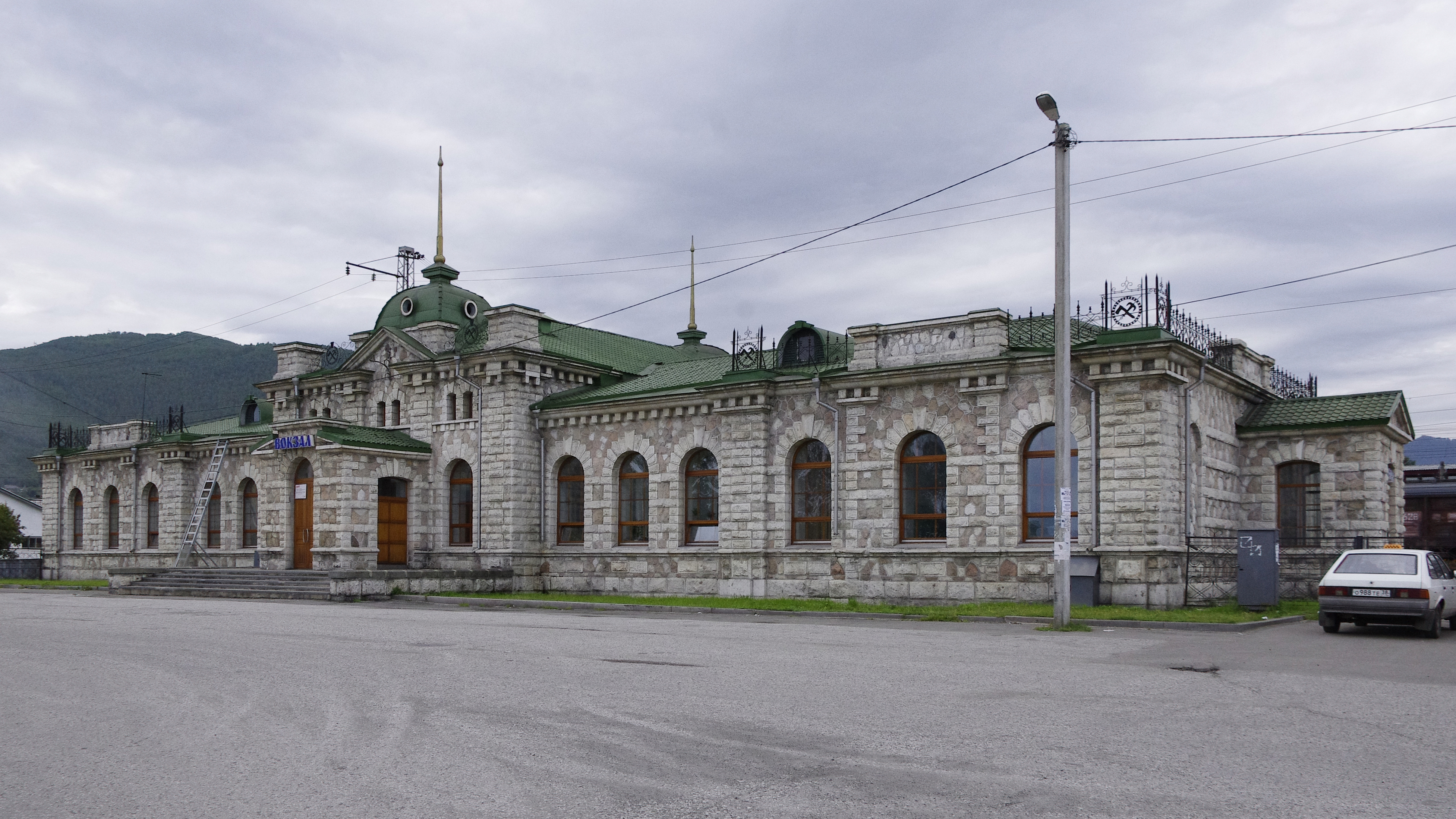
西伯利亞鐵路斯柳江卡1号站

斯柳江卡（俄语：Слюдя́нка，雲母的意思）是俄羅斯伊爾庫茨克州南部的一個城市，位於貝加爾湖畔，距州府伊爾庫茨克以南127公里。2002年人口19,872人。
1906年建立，1936年建市。